# Paradise (serie televisiva 2025)
Paradise è una serie televisiva statunitense del 2025 creata da Dan Fogelman e interpretata da Sterling K. Brown, Julianne Nicholson e James Marsden. È stata distribuita su Hulu negli Stati Uniti a partire dal 26 gennaio 2025.

## Trama
Il Presidente degli Stati Uniti viene ritrovato morto dal capo della sicurezza, l'agente Xavier Collins. La serie segue Xavier mentre cerca di scoprire cosa c'è sotto tutta questa storia e chi è il colpevole.

## Episodi
| Stagione       | Episodi | Pubblicazione USA | Pubblicazione Italia |
| -------------- | ------- | ----------------- | -------------------- |
| Prima stagione | 8       | 2025              | 2025                 |

## Personaggi e interpreti
- Agente Xavier Collins, interpretato da Sterling K. Brown: un agente dei servizi segreti a capo della sicurezza del presidente e che lo trova morto.
- Presidente Cal Bradford, interpretato da James Marsden: il presidente che viene trovato morto, il cui decesso scatena una serie di indagini.
- Samantha Redmond (Sinatra), interpretata da Julianne Nicholson: una miliardaria tecnologica strettamente legata al governo.
- Dr. Gabriela Torabi, interpretata da Sarah Shahi: una terapeuta e consigliera del presidente.
- Billy Pace, interpretato da Jon Beavers: sottoposto di Xavier che aiuta a monitorare il benessere del presidente.
- Jane, interpretata da Nicole Brydon Bloom: un'altra sottoposta di Xavier, meno esperta degli altri.
- Agente Nicole Robinson, interpretata da Krys Marshall: l'agente Capo dei  servizi segreti che conduce l'indagine sulla morte del presidente.

## Produzione
Nell'aprile del 2023, viene annunciato che Hulu aveva commissionato la serie Paradise,  ideata da Dan Fogelman, il creatore di This is Us, e prodotta da 20th Television e Rhode Island Ave. Productions. Dan Fogelman, Jess Rosenthal e John Hoberg vengono annunciati come produttori esecutivi. Lo stesso giorno, viene rivelato che Sterling K. Brown avrebbe interpretato il ruolo del protagonista.
Nel febbraio del 2024, James Marsden viene scelto per interpretare il Presidente degli Stati Uniti. Insieme a lui, vengono annunciate anche Julianne Nicholson e Sarah Shahi come parte del cast. Nel novembre successivo, si uniscono al cast anche Nicole Brydon Bloom, Aliyah Mastin e Percy Daggs IV.

## Distribuzione
Il 14 novembre 2024 viene pubblicato il primo trailer della serie e viene annunciato che sarebbe uscita a partire dal 28 gennaio 2025.
Il 26 gennaio 2025 viene pubblicato a sorpresa il primo episodio sia su Hulu sia su Disney+, anche negli Stati Uniti.  Dal 28 gennaio successivo, la serie ha iniziato la sua normale trasmissione, con una première di tre episodi e i successivi pubblicati a cadenza settimanale.
La serie viene distribuita dalla piattaforma statunitense Hulu a livello nazionale e globalmente da Disney+.